# شرکت نفت الواحه
شرکت نفت الواحه (انگلیسی: Waha Oil Company) شرکت اکتشاف و تولید نفت لیبیایی است، که در سال ۱۹۵۶ تأسیس شد.